# Oia de Barcelona
Oia (segle vii) fou bisbe de Barcelona del 634 fins més enllà del 638. Va succeir Sever II, mort a finals del 633. En el V Concili de Toledo, del 636, convocat pel rei Khíntila, consta la seva presència entre els 22 bisbes assistents. En el VI Concili, de 638, també hi participà. En canvi no hi va haver cap representant de la diòcesi en el VII, del 646, la qual cosa fa que se'n perdi la pista així com dels seus successors perquè fins al 656 no es té notícia d'un altre bisbe que serà Quirze.